# Salto con gli sci al X Festival olimpico invernale della gioventù europea
Le gare di salto con gli sci si sono svolte a Ještěd, nei pressi Liberec, dal 15 al 17 febbraio 2011. In programma due gare, entrambe maschili.

## Podi
| Gara              | Oro                                                                          | Punteggio | Argento                                                          | Punteggio | Bronzo                                                              | Punteggio |
| HS100 individuale | Jarko Maatta                                                                 | 294,5     | Ulrich Wohlgennant                                               | 268,5     | Mats Berggaard                                                      | 261,0     |
| HS100 a squadre   | Polonia Krzysztof Biegun Mateusz Kojzar Aleksander Zniszczoł Klemens Murańka | 913,5     | Finlandia Miika Ylipulli Miika Taskinen Juho Ojala Jarkko Määttä | 913,0     | Germania Michael Herrmann Ludwig Pohle Michael Zachrau Florian Menz | 902,5     |

## Medagliere
| Posizione | Paese     | Oro | Argento | Bronzo | Totale |
| --------- | --------- | --- | ------- | ------ | ------ |
| 1         | Finlandia | 1   | 1       | 0      | 2      |
| 2         | Polonia   | 1   | 0       | 0      | 1      |
| 3         | Austria   | 0   | 1       | 0      | 1      |
| 4         | Germania  | 0   | 0       | 1      | 1      |
|           | Norvegia  | 0   | 0       | 1      | 1      |
| Totale    | Totale    | 2   | 2       | 2      | 6      |